# Свети Николай (Амуляни)
„Свети Николай“ (на гръцки: Ἱερός Ναός Ἁγίου Νικολάου) е православна църква в село Амуляни на едноименния остров, Халкидики, Гърция, част от Йерисовската, Светогорска и Ардамерска епархия.
Църквата е построена в 1860 година. В архитектурно отношение е еднокорабна базилика. Има много ценни икони от XIX век, дело на майстори от Галатищката художествена школа, като средновековните византийски икони на Иисус, Свети Николай и византийски икони от Мала Азия.
В 1995 година църквата е обявена за защитен паметник на културата.